# 서용율
서용율(1959년 2월 5일 ~ )는 대한민국의 요들 가수이다.  2004년 11월 16일자 여성동아 기사 에 의하면 서용율의 나이가 46세로 나와있는데, 이는 호적상 1958년생이나 실제로는 1959년생일 확률이 높다.

## 생애
서용율은 1959년 2월 5일에 부산에서 태어났다. 서용율은 1972년 중학교 1학년 시절 오스트리아 요들전설 루디&잉게 마익스너의 LP판으로 요들을 처음 접하고 이후 김홍철의 LP판을 들으며 요들을 독학하며, 2학년이던 1973년에 부산 알핀로제 요델클럽의 김홍철강습회를 통해 부산 알핀로제 2기로 요들계에 입문한다. 그리고 5년 뒤, 제1차 전국 요델 컨테스트(알프스스키장)에서 그랑프리를 수상했으며 1979년에는 한국 요델협회 주최의 전국 요델 콘테스트 솔로 부문에 대상을 연거푸 수상해 부산을 넘어 전국구 요들스타로 발돋움했다. 그리고 1980년대에는 프로로 전향하여 그룹 '김홍철과 친구들'의 멤버로 활동하다가 1990년대에 솔로로 전향해 독일 뮌헨 옥토버페스트 초청공연과 오스트리아, 스위스, 독일 등지의 수많은 공연을 펼쳤다.

## 방송 활동
KBS 가요무대에 출연하여 '아름다운 베르네 산골' 을 부른 적이 있다. 유튜브에 가면 볼 수 있으며, 자막을 보면 방송된 시기는 2005년 무렵으로 추정된다.

## 수상
1978년 제1차 전국 요델 컨테스트 - 그랑프리
1979년 전국 요델 콘테스트(한국 요델협회 주체, 솔로 부문) - 대상